# Gare de Fons – Saint-Mamert
Gare de Fons - Saint-Mamert – stacja kolejowa w Fons, w departamencie Gard, w regionie Oksytania, we Francji. Jest zarządzana przez SNCF (budynek dworca) i przez RFF (infrastruktura). Obsługuje również sąsiednią gminę Saint-Mamert-du-Gard.
Została otwarta w 1840 przez Compagnie des Mines de la Grand’Combe et des chemins de fer du Gard. Stacja jest obsługiwana przez pociągi TER Languedoc-Roussillon.

## Położenie
Stacja znajduje się na linii Saint-Germain-des-Fossés – Nîmes, w km 703,747, pomiędzy stacjami Saint-Géniès-de-Malgoirès i Nîmes, na wysokości 99 m n.p.m.

## Linie kolejowe
- Saint-Germain-des-Fossés – Nîmes